# Francisco Couceiro da Costa
Francisco Manuel Couceiro da Costa GCC (Aveiro, 12 de setembro de 1870 - Viena, 21 de abril de 1925) foi um político e jurista português.

## Biografia
Bisneto por varonia dum primo em segundo grau do 1.º Barão do Paço de Couceiro, filho dum primo-irmão de Jorge Couceiro da Costa e primo em segundo grau da mãe de Leonor Beleza e Miguel Beleza.
Bacharel em Direito pela Faculdade de Direito da Universidade de Coimbra, iniciou a sua carreira primeiro como conservador do Registo Predial e depois delegado do Ministério Público e juiz de Direito, respectivamente em Cabo Verde, S. Tomé e Príncipe, Lourenço Marques e Margão.
Pertenceu ao Partido Evolucionista.
Foi o 114.º Governador da Índia Portuguesa, entre 1910 e 1917, o primeiro após a Proclamação da República Portuguesa e foi ministro da Justiça, entre 27 de Janeiro a 30 de Março de 1919 durante o governo de José Relvas. Nessa altura passa a ministro plenipotenciário estacionado em Madrid, Espanha, de 1919 a 1921, Berlim, Alemanha, de 1921 a 1922 e Viena, Áustria, de 1922 a 1924, ano em que a 16 de Outubro foi agraciado com a Grã-Cruz da Ordem Militar de Nosso Senhor Jesus Cristo, e onde depois veio a morrer.

## Dados genealógicos
Pais:
- Rui Maria Couceiro da Costa e de Maria José da Cunha e Costa.

Casado com:
- Clotilde Ferreira Pinto Basto, filha de Gustavo Ferreira Pinto Basto e de Maria José de Almeida Azevedo.

Filhos: 
- Rui Pinto Basto Couceiro da Costa, nascido a 26 de agosto de 1896.
- Maria José Pinto Basto Couceiro da Costa, religiosa dominicana.
- Maria Clotilde Pinto Basto Couceiro da Costa, casado com Paulo de Moura Coutinho de Almeida de Eça, com geração.
- Rui Gustavo Couceiro da Costa, casado com Maria Helena Franco Wittnich Carriço, com geração.
- Maria Clementina Ferreira Pinto Basto Couceiro da Costa, religiosa beneditina.
- Maria Augusta Pinto Basto Couceiro da Costa, casada com Augusto de Andrade Ferreira Pinto Basto, sem geração.